# وارث أباد
وارث‌ أباد هي قرية في مقاطعة خلخال، إيران. عدد سكان هذه القرية هو 49 في سنة 2006.